# Gimsbach
Gimsbach, bis Juli 1936 Gimbsbach, ist ein Ortsteil der im rheinland-pfälzischen Landkreis Kusel gelegenen Ortsgemeinde Matzenbach.

## Lage
Er liegt nördlich der Kerngemeinde mitten im Nordpfälzer Bergland. Der Fluss Glan befindet sich nur wenige hundert Meter westlich.
Zu Gimsbach gehören noch die Wohnplätze Auhof, Hollerhof, Schreckmühle und Wellesbacherhof.

## Geschichte
Von 1816 bis 1945 unterstand Gimsbach dem Bezirksamt Homburg, ehe die damals selbständige Gemeinde nach dem Zweiten Weltkrieg in den Landkreis Kaiserslautern eingegliedert wurde. Im Juli 1936 wurde die Schreibweise des Gemeindenamens (ursprünglich Gimbsbach) geändert. Im Zuge der rheinland-pfälzischen Verwaltungsreform wurde der Ort am 7. Juni 1969 zunächst in den Landkreis Kusel integriert und am 20. März 1971 nach Matzenbach eingemeindet.

## Sehenswürdigkeiten und Infrastruktur
Mit der protestantischen Kirche, einem Winkelhof aus dem 19. Jahrhundert, einem Quereinhaus mit Krüppelwalmdach sowie einer ehemaligen Mühle, die etwas außerhalb des Siedlungsgebietes liegt, existieren vor Ort insgesamt vier Kulturdenkmäler.
Gimsbach verfügt zudem über ein Freibad, das mit Solarkraft beheizt wird.
Der Wohnturm Matzenbach ist ein ehemaliges Hochsilo, das um das Jahr 2000 unter Beibehaltung seiner runden Form zu einer Ferienwohnung umgebaut wurde.
Durch Gimsbach verläuft die B 423. Die Haltepunkte Eisenbach-Matzenbach und Theisbergstegen an der Steinbahn zwischen Landstuhl und Kusel sind etwa gleich weit entfernt. Kusel und Landstuhl stellen auch die beiden nächsten Mittelzentren dar, nächstes Oberzentrum ist Kaiserslautern.